# Michael Brandner
Michael Brandner (Salisburgo, 13 febbraio 1995) è un calciatore austriaco, centrocampista dell'Union Mondsee.